# Cyperus aucheri
Cyperus aucheri là một loài thực vật có hoa trong họ Cói. Loài này được Jaub. & Spach mô tả khoa học đầu tiên năm 1844.